# Empis laminata
Empis laminata är en tvåvingeart som beskrevs av Collin 1927. Empis laminata ingår i släktet Empis och familjen dansflugor. Arten är reproducerande i Sverige. Inga underarter finns listade i Catalogue of Life.